# El laberinto de la soledad
El laberinto de la soledad es un ensayo publicado en 1950 por el escritor mexicano Octavio Paz (ganador del Premio Nobel de Literatura en 1990).
La obra es el reflejo de las preocupaciones de su autor en torno al mexicano, su psicología y su moralidad: el autor busca cuáles son los orígenes y las causas del comportamiento del mexicano tanto individualmente como en lo colectivo, así como su forma de afrontar y desafiar al mundo, búsqueda que desemboca en el inconsciente como origen y causa de su conducta.
El propósito de esta obra es encontrar una identidad para los mexicanos; el argumento central del autor es que los acontecimientos históricos tienen una influencia significativa en los sentimientos de pesimismo e impotencia que predominan en la mentalidad mexicana.

## Estructura
La obra consta de nueve capítulos:
- El pachuco y otros extremos
- Máscaras mexicanas
- Todos Santos. Día de muertos
- Los hijos de la Malinche
- Conquista y Colonia
- De la Independencia a la Revolución
- La «inteligencia mexicana»
- Nuestros días
- Apéndice. La dialéctica de la soledad

En ediciones posteriores del libro el propio autor añadió su «Postdata», basada en la conferencia que sobre el mismo tema presentó el 30 de octubre de 1969 en la Universidad de Texas. Dicha postdata incluye los siguientes apartados:
- Olimpiada y Tlatelolco
- El desarrollo y otros espejismos
- Crítica de la pirámide

También se incluye, en esas ediciones posteriores, una «Vuelta a El laberinto de la soledad», entrevista que el autor concedió al universitario francés Claude Fell, publicada inicialmente en el número 50 de la revista Plural (noviembre de 1975).

## Contenido
El laberinto de la soledad parte de una opinión trágica e irrevocable: en el ser mexicano está presente, aun después de muchas generaciones, el hecho de que se trata de un pueblo surgido de una violación. Escribe Octavio Paz:

En todas sus dimensiones, de frente y de perfil, en su pasado y en su presente, el mexicano resulta un ser cargado de tradición que, acaso sin darse cuenta, actúa obedeciendo a la voz de la raza...
Octavio Paz, El laberinto de la soledad

En esta obra, Octavio Paz realiza un análisis de la psicología y actuar del mexicano a través de las etapas históricas más sobresalientes: la Conquista y la Colonia, la Reforma, la Revolución y la época contemporánea. Señala que el mexicano, una vez consumada la Conquista, se encuentra huérfano, teniendo que volver a la naturaleza para llenar ese vacío generado por la destrucción de sus dioses, sus templos, su creencia, es decir: su ser. El mexicano no adopta al Dios traído por los españoles, se deja adoptar por él.

Nuestra actitud vital también es historia. Quiero decir, los hechos históricos no son el mero resultado de otros hechos, sino de una voluntad singular, capaz de regir dentro de ciertos límites su fatalidad.
Octavio Paz, El laberinto de la soledad

Según el narrador y ensayista mexicano Enrique Serna, el diagnóstico que hace en este libro Paz del mexicano «es duro y a veces cruel, pero no pesimista, pues viene acompañado de un llamado a la acción: La historia tiene la realidad atroz de una pesadilla; la grandeza del hombre consiste en hacer obras hermosas y durables con la sustancia real de esa pesadilla. O dicho de otro modo: transfigurar la pesadilla en visión, liberarnos, así sea por un instante, de la realidad disforme por medio de la creación. En momentos de baja autoestima, una lectura ontológica del Laberinto podría contribuir a fomentar la apatía ciudadana, pues las dos actitudes que Paz sometió a crítica, la del chingón y la del agachado, mantienen una desoladora vigencia... El imperio de los chingones terminará cuando los agachados dejen de admirarlos, pero mientras tanto ambos bandos colaboran en la destrucción del país».